# Unalakleet

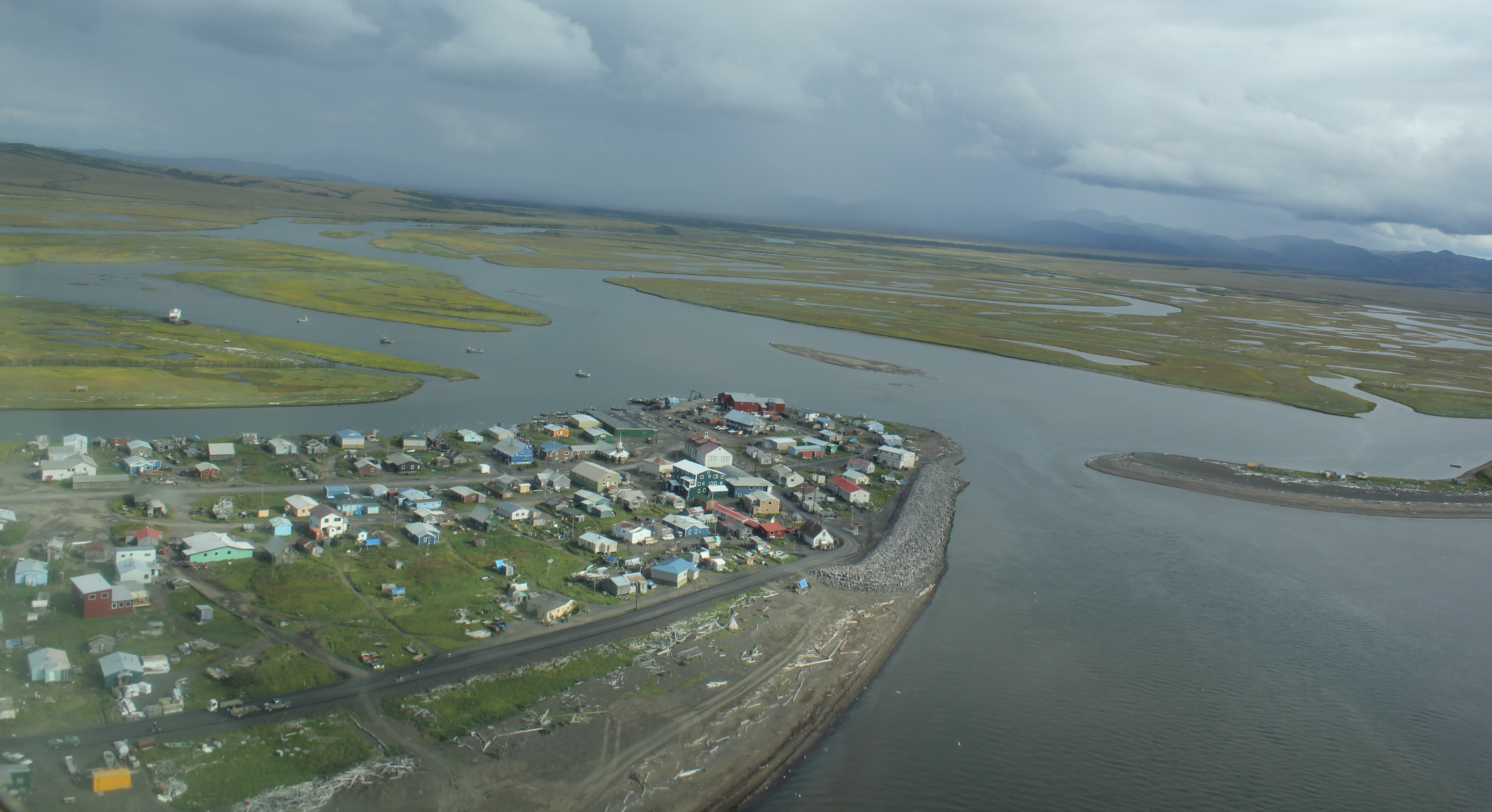
Luchtfoto van Unalakleet

Unalakleet is een plaats (city) in de Amerikaanse staat Alaska, en valt bestuurlijk gezien onder Nome Census Area.

## Demografie
Bij de volkstelling in 2000 werd het aantal inwoners vastgesteld op 747.
In 2006 is het aantal inwoners door het United States Census Bureau geschat op 748, een stijging van 1 (0.1%).

## Geografie
Volgens het United States Census Bureau beslaat de plaats een oppervlakte van
13,3 km², waarvan 7,4 km² land en 5,9 km² water.

## Plaatsen in de nabije omgeving
De onderstaande figuur toont nabijgelegen plaatsen in een straal van 112 km rond Unalakleet.